# La Jonchère-Saint-Maurice
La Jonchère-Saint-Maurice – miejscowość i gmina we Francji, w regionie Nowa Akwitania, w departamencie Haute-Vienne.
Według danych na rok 1990 gminę zamieszkiwały 814 osoby, a gęstość zaludnienia wynosiła 52 osoby/km² (wśród 747 gmin Limousin La Jonchère-Saint-Maurice plasuje się na 159. miejscu pod względem liczby ludności, natomiast pod względem powierzchni na miejscu 428.).